# Nuclear Furniture
Nuclear Furniture è un album in studio del gruppo rock statunitense Jefferson Starship, pubblicato nel 1984.

## Tracce
Side A
1. Layin' It on the Line – 4:09
2. No Way Out – 4:22
3. Sorry Me, Sorry You – 4:07
4. Live and Let Live – 3:50
5. Connection – 4:27

Side B
1. Rose Goes to Yale – 2:56
2. Magician – 3:23
3. Assassin – 3:52
4. Shining in the Moonlight – 3:38
5. Showdown – 3:22
6. Champion – 4:40

## Formazione
- Grace Slick – voce
- Mickey Thomas – voce
- Paul Kantner – chitarra, voce, banjo
- Donny Baldwin – batteria, percussioni, voce
- Craig Chaquico – chitarra
- David Freiberg – voce, tastiera
- Pete Sears – basso, tastiera